# Pulverflasche

Pulverflasche aus Kupferblech
mit Relief

Pulverflaschen, auch Pulverbüchsen oder Pulverhörner, wurden zur Aufbewahrung von Schwarzpulver (Schießpulver) genutzt.
Aus diesen Behältern füllte man das Schwarzpulver als Treibladung in den Lauf eines Vorderladers, bevor das eigentliche Geschoss geladen wurde.

## Dosiereinrichtung

Dosiervorgang

Prinzip der Pulverflasche

Funktion des Dosierschiebers

Pulverflaschen dienen nicht nur zur Bevorratung von Treibladungspulver, sondern auch zum Dosieren einer bestimmten Menge Pulver. Zu diesem Zweck befindet sich im Hals der Flasche eine volumetrische Dosiereinrichtung, bei der ein Schieber einen Teil des Flaschenhalses vom Rest der Flasche trennt. Durch Verschließen der Flaschenmündung mit dem Daumen und gleichzeitigem Betätigen eines außenliegenden, mit dem Schieber verbundenen Knopfes wird bei der folgenden Kippbewegung, bei der die Flaschenöffnung nach unter zeigt, eine Menge Pulver in den vorderen Teil des Flaschenhalses gebracht.
Nach dem Loslassen des Schieberknopfes wird der Vorratsraum der Flasche von der Teilmenge Pulver im Flaschenhals durch den Schieber getrennt. Dies erlaubt es dem Schützen, die nun im Hals befindliche Pulvermenge durch die Mündung des Laufes in die Waffe einzubringen.
Der Flaschenhals dient als Füllstutzen, der meistens vom Flaschenkörper abgeschraubt werden kann. Für einige Pulverflaschen stehen verschiedene Füllstutzen zur Verfügung, deren Größen und damit Volumina an die für die Waffe erforderliche Ladung ausgesucht werden können. Ladung bedeutet hier die Anpassung der Pulvermenge an die Pulversorte, Geschoss, Kaliber der Waffe und Erfahrung des Schützen.
Da es unterschiedliche Körnungen beim Schwarzpulver gibt, muss der Schütze vor dem ersten Laden  prüfen, ob die im Flaschenhals der Flasche befindliche Menge auch dem errechneten Gewicht an Pulver entspricht.

## Unfallgefahr
Pulverflaschen sind auf fast allen Schießständen verboten, weil die Gefahr besteht, dass glühende Reste im Lauf eine Zündung beim Laden hervorrufen. Da Schwarzpulver massenexplosionsgefährlich ist, können schwere Unfälle durch Explosion der Pulverflasche die Folge sein. Sportschützen müssen sich ihre zum Schießen benötigte Pulvermenge an einem geeigneten Arbeitsplatz in dafür geeigneten Röhrchen portionieren. Hierbei ist dann beim Laden der Waffe das Pulver auf die im Röhrchen befindliche Menge (und somit auch der mögliche Schaden) begrenzt. Pulverflaschen werden von traditionellen Vorderladervereinen immer noch gerne aus Gründen der Authentizität verwendet, dann allerdings nur zur Zierde oder mit z. B. Hartweizengrieß gefüllt. Dieser dient oft als sogenanntes „Zwischenmittel“ zwischen Pulver und Kugel, speziell bei Perkussionsrevolvern. Der Schütze sollte sich vorher bei der Standaufsicht erkundigen, ob überhaupt Pulverflaschen, unabhängig vom Inhalt, auf den Stand verbracht werden dürfen.